# Bathybuccinum higuchii
Bathybuccinum higuchii is een slakkensoort uit de familie van de Buccinidae. De wetenschappelijke naam van de soort is voor het eerst geldig gepubliceerd in 2009 door Fraussen & Chino.